# Mount Blair, Antarktis
Mount Blair är ett berg i Antarktis. Det ligger i Östantarktis. Nya Zeeland gör anspråk på området. Toppen på Mount Blair är 2 120 meter över havet.
Terrängen runt Mount Blair är platt västerut, men österut är den kuperad. Trakten är obefolkad. Det finns inga samhällen i närheten. 